# Waleri Iwanowitsch Grubov
Waleri Iwanowitsch Grubov também grafado como Valery Ivanovich Grubov (Soltsy, 3 de fevereiro de 1917 - São Petersburgo, 2 de fevereiro de 2009) foi um botânico e taxonomista russo especialista e investigador da Flora da Ásia Central

## Vida acadêmica
Estudou na Leningrad State University, graduou-se em 1940 pela Faculdade de Biologia e Ciências do Solo. Trabalhou no Instituto Botânico Komarov. Em 1959, ele preparou para publicação o Guia das Plantas da República Autônoma Socialista Soviética do Bashkortostan, publicado apenas em 1966. Em 1963, concluiu o mestrado em ciências biológicas e, em 1979, foi aprovado na categoria de professor.

## Trabalhos publicados
- Plants of Central Asia - Plant Collection from China and Mongolia Vol. 11: Amaranthaceae - Caryophyllaceae by V I Grubov
- Key to the Vascular Plants of Mongolia by V. I. Grubov  (2007)
- Plants of Central Asia - Plant Collection from China and Mongolia, Vol. 5: Verbenaceae-Scrophul... (Plants of Central Asia Series Volume 5 Plant Collections from China & Mongolia) by V I Grubov (2002)
- Plants of Central Asia - Plant Collection from China and Mongolia, Vol. 7: Liliaceae to Orchidaceae (Plants of Central Asia Series Volume 7 Plant Collections from China and Mongolia) by V I Grubov (2003)
- Plants of Central Asia - Plant Collection from China and Mongolia, Vol. 8a: Leguminosae (Plants of Central Asia : Plant Collections from China and Mongolia, Volume 8a) (v. 8A) by V I Grubov (2003)
- Plants of Central Asia - Plant Collection from China and Mongolia, Vol. 8b: Legumes, Genus: Oxytropis (Plants of Cnetral Asia Series Volume 8b, Plant Collections from China and Mongolia) by V I Grubov (2003)
- Plants of Central Asia - Plant Collection from China and Mongolia, Vol. 10: Araliaceae, Umbelliferae, Cornaceae (Plants of Central Asia Series Volume 10 Plant Collections from China & Mongolia) by V I Grubov (2005)
- Plants of Central Asia - Plant Collection from China and Mongolia Vol. 12: Nymphaeaceae-Ceratop... Ranunculaceae-Berber... Menispermaceae by V I Grubov (2007)
- Plants of Central Asia - Plant Collection from China and Mongolia, Vol. 3: Sedges-Rushes by V I Grubov (2000)
- Plants of Central Asia; plant collections from China and Mongolia; v.9: Salicace by Ed. by V.I. Grubov et al.

## Espécies descritas
Lista pode estar incompleta.
- Asparagus gobicus
- Climacoptera roborowskii
- Corispermum lepidocarpum
- Galeorchis albiflora
- Halogeton glomeratus var. tibeticus
- Kalidium cuspidatum
- Krascheninnikovia compacta
- Krascheninnikovia eversmanniana
- Lilium tianschanicum
- Salsola nepalensis
- Salsola paulsenii var. potaninii
- Valeriana himalayana